# Eupogonius flavovittatus
Eupogonius flavovittatus là một loài bọ cánh cứng thuộc họ Xén tóc. Loài này được Stephan von Breuning mô tả đầu tiên năm 1942. Loài này được ghi nhận ở Guatemala.